# Cour d'appel de l'Île-du-Prince-Édouard
La Cour d'appel de l'Île-du-Prince-Édouard est le plus haut tribunal provincial de la province de la Île-du-Prince-Édouard au Canada.